# Barings Bank
Barings Bank era una banca d'affari britannica, una delle più antiche merchant bank di Londra dopo Berenberg Bank. Fu fondata nel 1762 da Francis Baring, un membro di origine britannica della famiglia di mercanti e banchieri tedesco-britannici Baring, e fallì nel 1995 dopo aver subito perdite per 827 milioni di sterline (2 miliardi di sterline nel 2023) derivanti da investimenti fraudolenti, principalmente in contratti futures, condotti dal suo dipendente Nick Leeson, che lavorava nell'ufficio di Singapore.
Sotto il regno di Giorgio V, divenne la banca della famiglia reale britannica, fino alla sua scomparsa nel 1995, quando fu rilevata da ING Group al prezzo simbolico di una sterlina.

## Storia
La Barings Bank venne fondata nel 1762 come John and Francis Baring Company da Sir Francis Baring, 1° Baronetto,  con suo fratello maggiore John Baring come socio.  Erano figli di John (originariamente Johann) Baring, commerciante di lana di Exeter, nato a Brema, in Germania. L'azienda iniziò l'attività negli uffici vicino a Cheapside a Londra e nel giro di pochi anni si trasferì in quartieri più grandi a Mincing Lane. Barings si diversificò gradualmente dalla lana a molti altri prodotti, fornendo servizi finanziari per la rapida crescita del commercio internazionale, inclusa la lucrosa tratta degli schiavi che arricchì considerevolmente la famiglia e gli affari e permise una significativa espansione delle attività e del prestigio della banca.

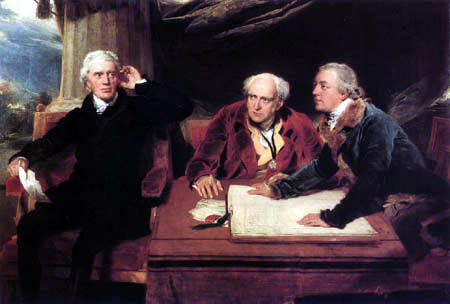
Sir Francis Baring (sinistra), con il fratello John Baring e il genero Charles Wall, in un dipinto di Thomas Lawrence

Il successo di Barings fu fortemente influenzato dalla creazione di una rete di case corrispondenti. Uno dei collegamenti più preziosi era Hope & Co., la più potente banca d'affari di Amsterdam, a quel tempo il principale centro finanziario europeo. Hope & Co giocò un ruolo importante nelle finanze della Compagnia olandese delle Indie Orientali (VOC) e durante la Guerra dei Sette Anni (1756–1763) Thomas Hope e suo fratello Adria approfittarono della posizione neutrale dei Paesi Bassi.
Nel 1774 Barings iniziò l'attività in Nord America. Nel 1790, Barings aveva notevolmente ampliato le proprie risorse, sia attraverso gli sforzi di Francis a Londra che attraverso l'associazione con Hope & Co. Nel 1796, la banca contribuì a finanziare l'acquisto di circa 4000 km² di terra remota che divenne parte dello stato americano del Maine.
Nel 1800, John si ritirò e la società fu riorganizzata come Francis Baring and Co.. I nuovi soci di Francis furono il figlio maggiore Thomas (che in seguito sarebbe diventato Sir Thomas Baring, 2° Baronetto) e il genero, Charles Wall. Poi, nel 1802, Barings e Hope & Co. furono chiamati a facilitare il più grande acquisto di terreni della storia: l'acquisto della Louisiana, che raddoppiò le dimensioni degli Stati Uniti. Ciò fu ottenuto anche se la Gran Bretagna era in guerra con la Francia e la vendita contribuì a finanziare lo sforzo bellico di Napoleone. Dopo un acconto di 3 milioni di dollari in oro, il resto dell'acquisto fu effettuato in obbligazioni degli Stati Uniti, che Napoleone vendette alla Barings tramite Hope & Co. di Amsterdam al prezzo di 87,50 dollari per 100 dollari di valore nominale (un sconto di un ottavo). Il secondo figlio di Francis, Alexander Baring, primo barone Ashburton, che lavorava per Hope & Co., prese gli accordi a Parigi con François Barbé-Marbois, direttore del Tesoro pubblico. Alexander poi salpò per gli Stati Uniti e ritornò per ritirare le obbligazioni e consegnarle in Francia.

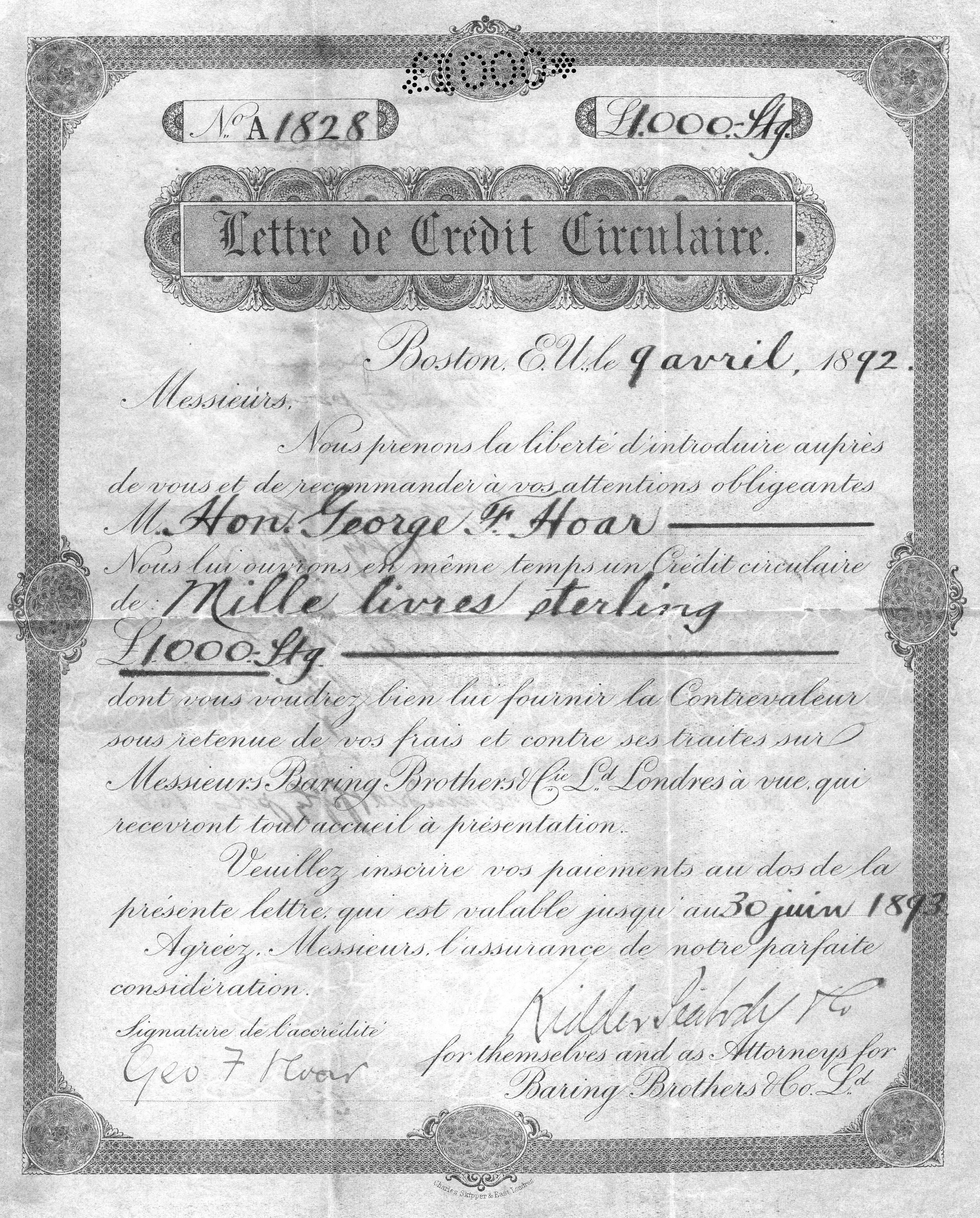
Lettera di credito circolare, 1892

Nel 1803, Francis iniziò a ritirarsi dalla gestione attiva, coinvolgendo i fratelli minori di Thomas, Alexander e Henry, come soci nel 1804. La nuova società fu chiamata Baring Brothers & Co., nome che rimase fino al 1890.  Nel 1806, l'azienda si trasferì a 8 Bishopsgate, dove rimase fino al fallimento. L'edificio comunque subì diversi ampliamenti e ristrutturazioni, e alla fine fu sostituito con un nuovo grattacielo nel 1981.
Barings contribuì a finanziare il governo degli Stati Uniti durante la guerra del 1812.  Nel 1818, Barings fu chiamata "la sesta grande potenza europea", dopo Inghilterra, Francia, Prussia, Austria e Russia.

### Il panico del 1890
Alla fine degli anni Ottanta dell'Ottocento, gli audaci sforzi di sottoscrizione misero l'azienda in seri problemi a causa della sovraesposizione al debito argentino e uruguaiano. Nel 1890, il presidente argentino Miguel Juárez Celman fu costretto a dimettersi in seguito alla Revolución del Parque e il paese fu vicino al default sul pagamento del debito. Questa crisi pose in evidenza la vulnerabilità della Barings, che non disponeva di riserve sufficienti per sostenere i bond argentini. Grazie alle capacità organizzative del governatore della Banca d'Inghilterra, William Lidderdale, fu organizzato un consorzio di banche, guidato dall'ex governatore Henry Hucks Gibbs e dalla sua azienda di famiglia, Antony Gibbs & Sons, per salvare Barings e sostenere una ristrutturazione bancaria. Il conseguente tumulto sui mercati finanziari divenne noto come il "panico del 1890".
Il salvataggio evitò quello che avrebbe potuto essere un collasso finanziario mondiale, ma la Barings non riacquistò mai la sua posizione dominante. Fu costituita una società a responsabilità limitata, la Baring Brothers & Co., Ltd., alla quale furono trasferite le attività redditizie della vecchia società. I beni della vecchia casa e di alcuni soci furono rilevati e liquidati per ripagare il consorzio di salvataggio, con le garanzie fornite dalla Banca d'Inghilterra. Lord Revelstoke e altri persero le loro società insieme alle loro fortune personali, che erano state impegnate a sostenere la banca. Trascorsero quasi 10 anni prima che i debiti fossero pagati. Revelstoke non visse abbastanza da vedere ciò realizzato, morendo nel 1897.

## Il fallimento nel 1995
Barings crollò nel 1995 in seguito ad una massiccia perdita commerciale causata dal trading fraudolento del suo principale trader di derivati a Singapore dal 1992, Nick Leeson. Si supponeva che Leeson stesse facendo arbitraggio, cercando di trarre profitto dalle differenze nei prezzi dei contratti futures Nikkei 225 quotati all'Osaka Securities Exchange in Giappone e al Singapore International Monetary Exchange (SIMEX). Tuttavia, invece di acquistare per conto dei clienti su un mercato e vendere immediatamente su un altro mercato con un piccolo profitto, utilizzando la strategia approvata dai suoi superiori, Leeson iniziò tali operazioni utilizzando il denaro della banca e scommettendo sul futuro del mercato giapponese.
Secondo Eddie George, governatore della Banca d'Inghilterra, Leeson iniziò a farlo alla fine di gennaio 1992. A causa dell'assenza di supervisione, Leeson fu in grado di fare scommesse apparentemente piccole nel mercato dell'arbitraggio dei futures presso Barings Futures Singapore e coprire le sue carenze segnalando perdite come guadagni alla Barings di Londra. Nello specifico, Leeson modificò il conto degli errori della filiale, successivamente noto con il numero di conto 88888 (come "conto cinque-otto"), per impedire all'ufficio di Londra di ricevere i rapporti giornalieri standard su negoziazione, prezzo e stato. Le sue perdite non coperte (e tenute nascoste) aumentarono rapidamente.
Nel dicembre 1994, Leeson era già costato a Barings 200 milioni di sterline. Parlò alle autorità fiscali britanniche di un profitto di 102 milioni di sterline. Se la società avesse scoperto i suoi veri affari finanziari allora, il collasso avrebbe potuto essere evitato poiché Barings aveva ancora 350 milioni di sterline di capitale.

### Il terremoto di Kobe
Utilizzando il conto nascosto di cinque-otto, Leeson iniziò a negoziare in modo aggressivo futures e opzioni su SIMEX. Le sue decisioni portavano regolarmente a perdite di somme considerevoli e utilizzava il denaro affidato alla banca dalle filiali per utilizzarlo nei propri conti. Falsificò i registri delle transazioni nei sistemi informatici della banca e utilizzò il denaro destinato al pagamento dei margini su altre transazioni. Di conseguenza, sembrava che stesse realizzando profitti sostanziali. Tuttavia, la sua fortuna finì quando il terremoto di Kobe sconvolse il 17 gennaio 1995 il Giappone i mercati finanziari asiatici e, con essi, gli investimenti di Leeson. Leeson aveva scommesso su una rapida ripresa del Nikkei, che però non si era concretizzata. Così, in poco più di un mese, Leeson realizzò 500 milioni di sterline di perdite che si sommarono a quelle degli anni precedenti per un totale di 1,3 miliardi di sterline, oramai impossibili da nascondere sul "account error 88888" (8 è considerato uno dei numeri fortunati dai cinesi).

### La scoperta
Il 23 febbraio 1995 Leeson lasciò Singapore per volare a Kuala Lumpur. I revisori della Barings Bank scoprirono la frode nel periodo in cui il presidente della Barings, Peter Baring, ricevette una lettera di confessione da Leeson. Le attività di Leeson avevano generato perdite per un totale di 827 milioni di sterline (1,3 miliardi di dollari), il doppio del capitale commerciale disponibile della banca. Il crollo costò altri 100 milioni di sterline. La Banca d'Inghilterra tentò un piano di salvataggio fallito nel fine settimana, e i dipendenti della banca in tutto il mondo non ricevettero i loro bonus. Barings fu dichiarata insolvente il 26 febbraio 1995 e gli amministratori iniziarono a gestire le finanze del Gruppo Barings e delle sue controllate. Lo stesso giorno, il Consiglio di vigilanza bancaria della Banca d'Inghilterra avviò un'indagine condotta dal Cancelliere dello Scacchiere britannico; il suo rapporto fu pubblicato il 18 luglio 1995. Leeson venne catturato dopo aver trascorso 272 giorni in fuga e condannato a sei anni e sei mesi di reclusione da scontare nella prigione Changi di Singapore.
Il fallimento fu uno degli eventi che spinsero la regolamentazione del rischio operativo nel settore finanziario.

## L'acquisizione da parte di ING
La Barings venne acquisita dal Gruppo ING nel marzo 1995 per la cifra simbolica di 1 sterlina. Anche tutti i debiti della Barings furono rilevati. L'acquisizione conferì a ING una posizione forte nell'Estremo Oriente, oltre alle attività esistenti in America Latina e nell'Europa dell'Est.
L'acquisizione non fu comunque un successo. Nel 1998, la negoziazione di opzioni e contratti futures per i paesi emergenti fu interrotta a causa dei risultati deludenti. Inoltre, Barings soffrì di risultati commerciali e commissioni attive deludenti e furono necessari accantonamenti aggiuntivi per assorbire le perdite.  Per migliorare i risultati, la leadership della banca d'investimento fu sostituita più volte e la struttura organizzativa adeguata. Nel 2000, ING decise di vendere le attività della Barings in America e di includere alcune attività europee nella divisione aziendale di ING per ragioni di costi. La società finale, Baring Asset Management, è stata venduta a MassMutual Financial Group e Northern Trust Corp. nel marzo 2005.